# Przyjaciele Petera
Przyjaciele Petera (ang. Peter's Friends) – brytyjski komediodramat z 1992 roku w reżyserii Kennetha Branagha. Zdjęcia kręcono w rezydencji Wrotham Park w hrabstwie Hertfordshire.
Opowiada o spotkaniu po latach grupy przyjaciół z uniwersytetu. Przeżyte sukcesy i porażki, przyjaźnie, małżeństwa i niewierność, a także materializm czy kryzys wieku średniego, to tematy poruszane w filmie. Obraz jest często porównywalny z amerykańską produkcją Wielki chłód Lawrence Kasdana.
Część obsady jest naprawdę grupą przyjaciół z uczelni, Hugh Laurie, Stephen Fry, Emma Thompson i Tony Slattery, a także współscenarzysta Martin Bergmann tworzyli paczkę przyjaciół podczas studiów w Cambridge University.

## Obsada
- Hugh Laurie - Roger Charleston
- Kenneth Branagh - Andrew Benson
- Stephen Fry - Peter Morton
- Alphonsia Emmanuel - Sarah Johnson
- Emma Thompson - Maggie Chester
- Imelda Staunton - Mary Charleston
- Richard Briers - Lord Morton
- Rita Rudner - Carol Benson
- Tony Slattery - Brian
- Phyllida Law - Vera
- Alex Lowe - Paul